# Ногес, Шарль
Огюст Поль Шарль Альбер Ногес (фр. Auguste Paul Charles Albert Noguès; 13 августа 1876, Монлеон-Маньоак — 20 апреля 1971, Париж) — французский генерал времен первой и второй мировой воин. Генерал-губернатор Марокко (фр. Résident général de France au Maroc) с 25 сентября 1936 по 22 июня 1943 года, а также командующий французскими войсками в Северной Африке с 1939 по 1943 год.

## Биография
Шарль Ногес родился 13 августа 1876 в Монлеон-Маньоак. В 1897 году окончил политехническую школу. В 1936 году стал генерал-губернатором Марокко. В 1939 году назначен командующим французскими войсками в Северной Африке. Был поражен известием, что французское правительство добивается перемия с Германией, в частности 17 июня он телеграфирует в Бордо, куда накануне эвакуировалось правительство: «…вся Северная Африка потрясена данным известием. Войска хотят продолжать борьбу, если правительство не возражает. Я готов взять на себя ответственность за данное решение со всеми рисками, которые оно влечет за собой». 18 июня 1940 года он сообщил маршалу Петену о намерении продолжить борьбу с Германией в Северной Африке. Его намерение поддержали генерал-губернаторы всех французских колоний в Африке.

## Звания
- Бригадный генерал (2 июня 1927)
- Дивизионный (29 октября 1930)
- Корпусный генерал (1 мая 1933)
- Армейский генерал (17 марта 1936)